# Brachicoma foveata
Brachicoma foveata là một loài ruồi trong họ Tachinidae.